# 熱海温泉
熱海温泉（あたみおんせん）は、静岡県熱海市にある温泉である。日本の三大温泉の一つとも言われる。

## 泉質
- ナトリウム・カルシウム―塩化物温泉 - 80%
- ナトリウム・カルシウム―塩化物・硫酸塩温泉 - 19%
- ナトリウム・カルシウム―硫酸塩温泉 - 1%

  - 毎分湧出量18,000リットル
  - 無色透明の源泉
  - 総源泉数410本（伊豆山、網代を合わせて600本以上）
  - 湧出温度98.2度の高温泉

塩化物泉の源泉が過半数を占めている。山沿いは硫酸塩泉の源泉が多い。古くは大半の源泉が硫酸塩泉であった。
ボーリングによる源泉開発を多数行った結果、地下の線脈に海水の混入量が増えたため、泉質が変わった。
かつては東海道本線線路付近に位置する源泉は塩化物・硫酸塩温泉であったが、昭和後期より塩化物温泉に変わった個所が多い。
しかし他県の中性の塩化物温泉と比較して、硫酸塩の成分が多く入っていることから弱アルカリ性となり、肌触りが滑らかなのが特徴。

## 温泉街

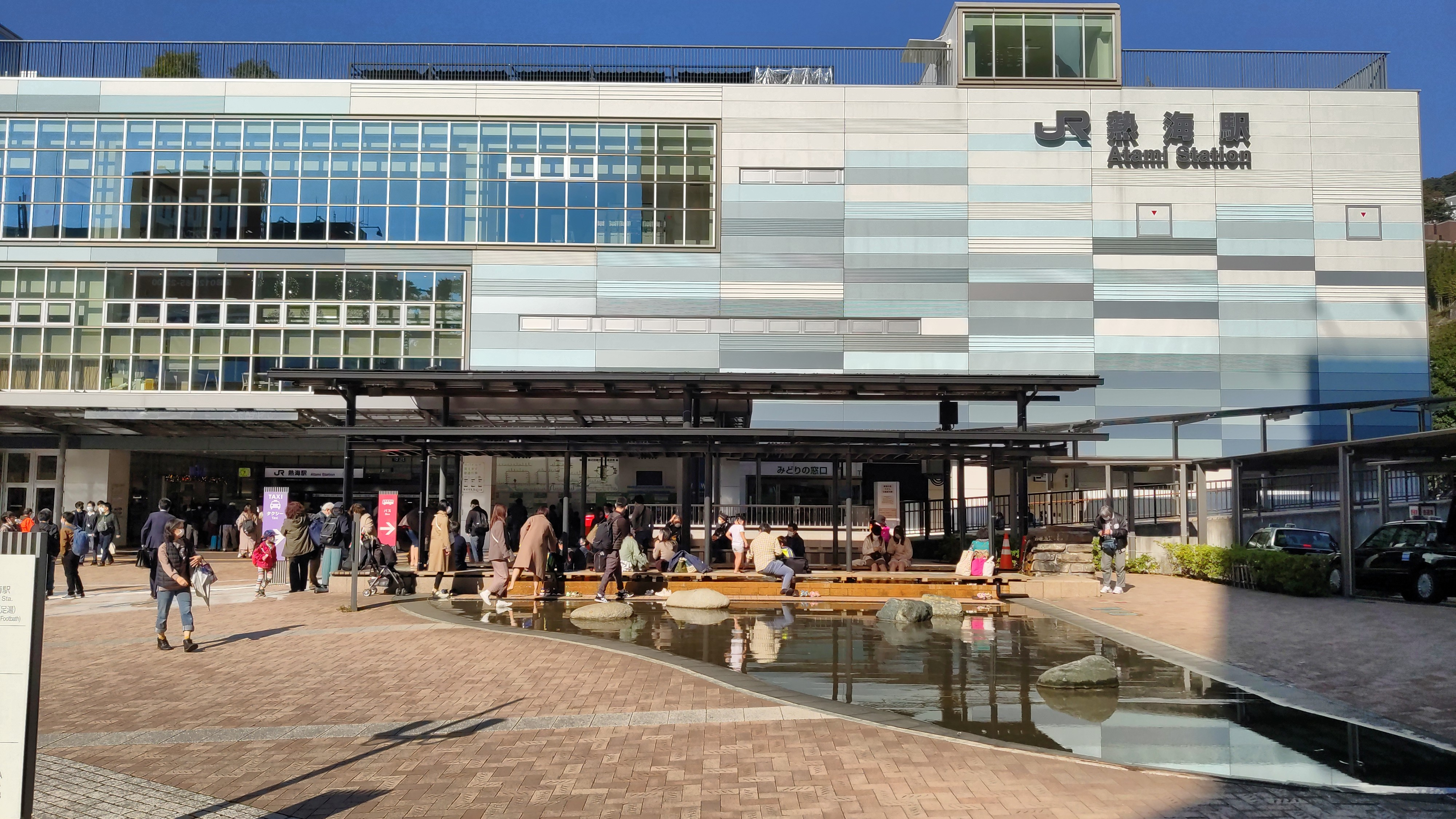
家康の湯

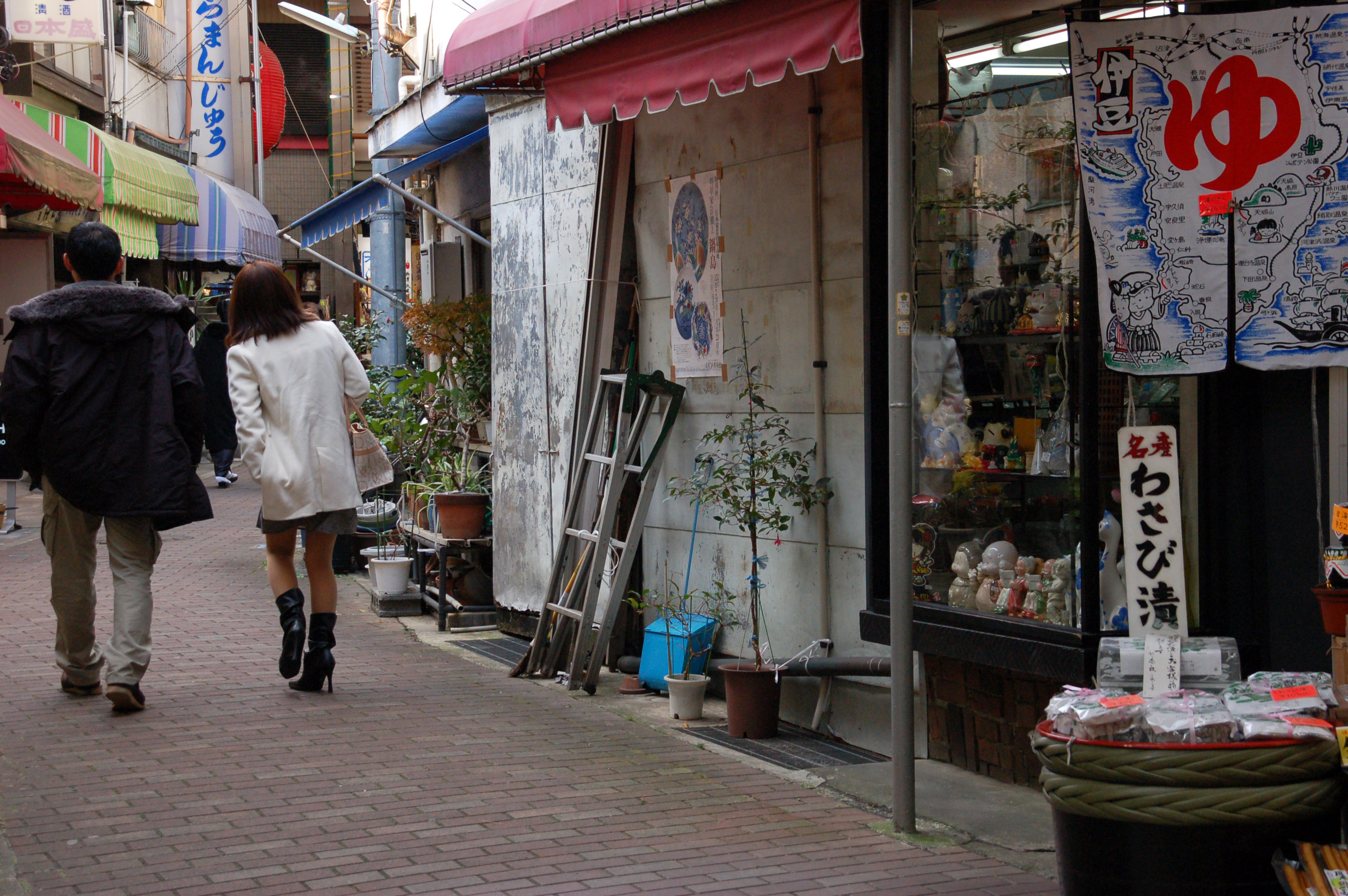
温泉街の土産物店

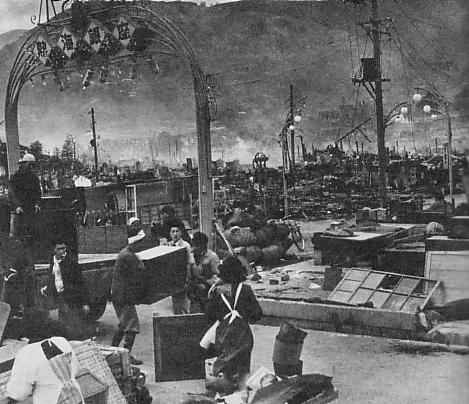
1950年の熱海大火で焼失した熱海銀座商店街

伊豆半島北東端、熱海駅の北東から南東にかけて、相模灘に面する海沿いに旅館やホテルが立ち並ぶ。眺望を求めて山腹に立地する施設もある。昔からの温泉街は山のすそ野にある駅近辺から海岸沿いまで広がる。熱海駅併設のラスカ熱海や駅近くの商店街、起雲閣のような観光施設、海浜の海水浴場や、さらに南側にある錦ヶ浦や熱海城、沖合に浮かぶ初島まで含めた観光地となっている。
熱海駅は伊東線の始発駅で、伊豆観光の東の玄関口的な立地ともなっている。

### 足湯・手湯
- 家康の湯 - 熱海駅前にある足湯施設（無料）。
- 福福の湯 - 平和通り商店街にある手湯施設（無料）。

### 日帰り入浴施設（除く共同浴場）
外来入浴が可能な日帰り入浴施設（ホテルや旅館と兼業の物を含む）が多数存在する。
- 福島屋旅館
- 日航亭大湯（2023年11月閉館[2]）
- 妙楽湯
- 熱海温泉 湯宿一番地
- 大江戸温泉物語あたみ
- 大月ホテル和風館
- 熱海温泉ホテル夢いろは
- ホテルミクラス
- 月の栖熱海聚楽ホテル
- 秀花園湯の花膳
- 料理旅館渚館
- やすらぎの宿みのや
- KKRホテル熱海
- 新かどや
- 旅館立花
- 湯宿みかんの木
- うみのホテル中田屋
- 磯料理 海辺の湯の宿 平鶴
- 磯舟
- 伊豆網代温泉 大成館
- 竹林庵みずの
- 湯の宿おお川
- ハートピア熱海
- ラビスタ伊豆山
- 味と湯の宿ニューとみよし
- かんぽの宿熱海別館
- 島の湯（初島）
- オーシャン スパ Fuua (熱海後楽園ホテルの併設)
- リブマックスリゾート熱海シーフロント
- リブマックスリゾート熱海オーシャン

### 共同浴場
共同浴場は下記の3軒存在する。多くは鄙びた共同浴場であり、熱海の歓楽的雰囲気はない。
- 営業中
  - 熱海駅前温泉浴場（田原浴場）
  - 山田湯
  - 竹の沢共同浴場（2005年から外来入浴不可の地域住民専用の会員制に）
- 廃業
  - 上宿新宿共同浴場
  - 渚共同浴場
  - 清水町共同浴場
  - 水口共同浴場
  - 水口第2共同浴場

### 熱海七湯
温泉街には、熱海七湯（あたみななゆ）と呼ばれる、江戸時代までの古くからの7つの源泉が存在したが、明治以降の周辺での源泉開発の影響でかつての自然湧出の姿は失われた。そして大湯は1962年（昭和37年）に、その他の6つは1997年（平成9年）に、文化財・観光資源として、市営温泉を人工的に噴出・湧出させる形で復元された。
熱海七湯は以下の7つの源泉である。
- 大湯（おおゆ、大湯間歇泉） - かつての熱海温泉の中心的源泉。
- 野中の湯（のなかのゆ） - 藤森稲荷神社の東方。湯気あり。
- 小沢の湯（こさわのゆ） - 地名に由来。静岡銀行熱海支店の裏側北方。温泉通り沿い。高温蒸気でゆで卵が作れる。脇に「丹那湧水」の水飲み場も併設されている。
- 風呂の湯（ふろのゆ） - 福島屋旅館脇。隣接した水の湯（みずのゆ）とセット。
- 目の湯（めのゆ） - 効用に由来。銀座通り内、スルガ銀行と静岡中央銀行の間。かつての所有者の名から佐治郎の湯（さじろうのゆ）とも。
- 清左右衛門の湯（せいざえもんのゆ） - 死亡した農民に由来。古谷旅館西方。湯気あり。
- 河原湯（かわらゆ） - かつての東浜の河原に位置した庶民のための源泉。国道135号沿いセブンイレブン熱海銀座町店南方。

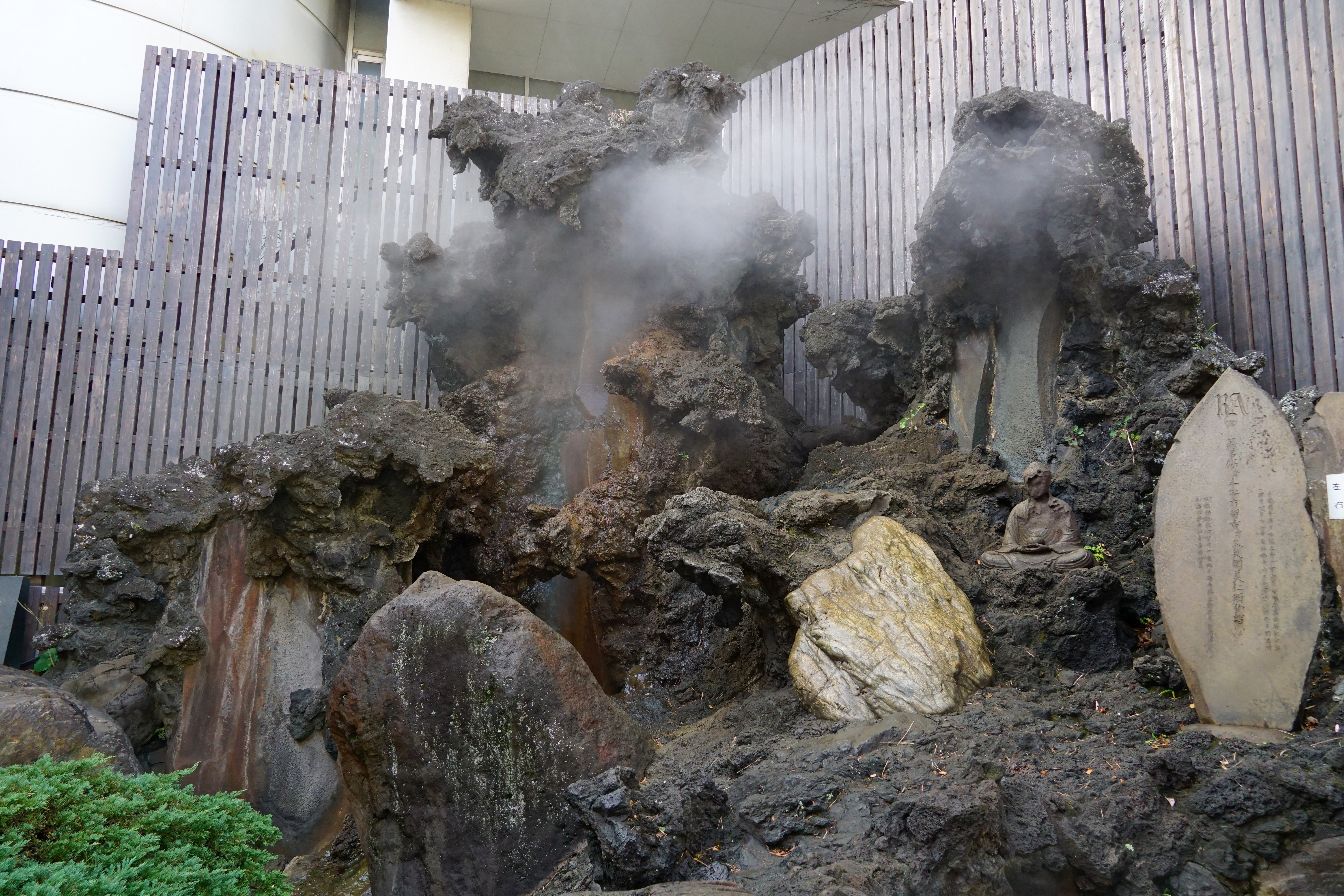
大湯
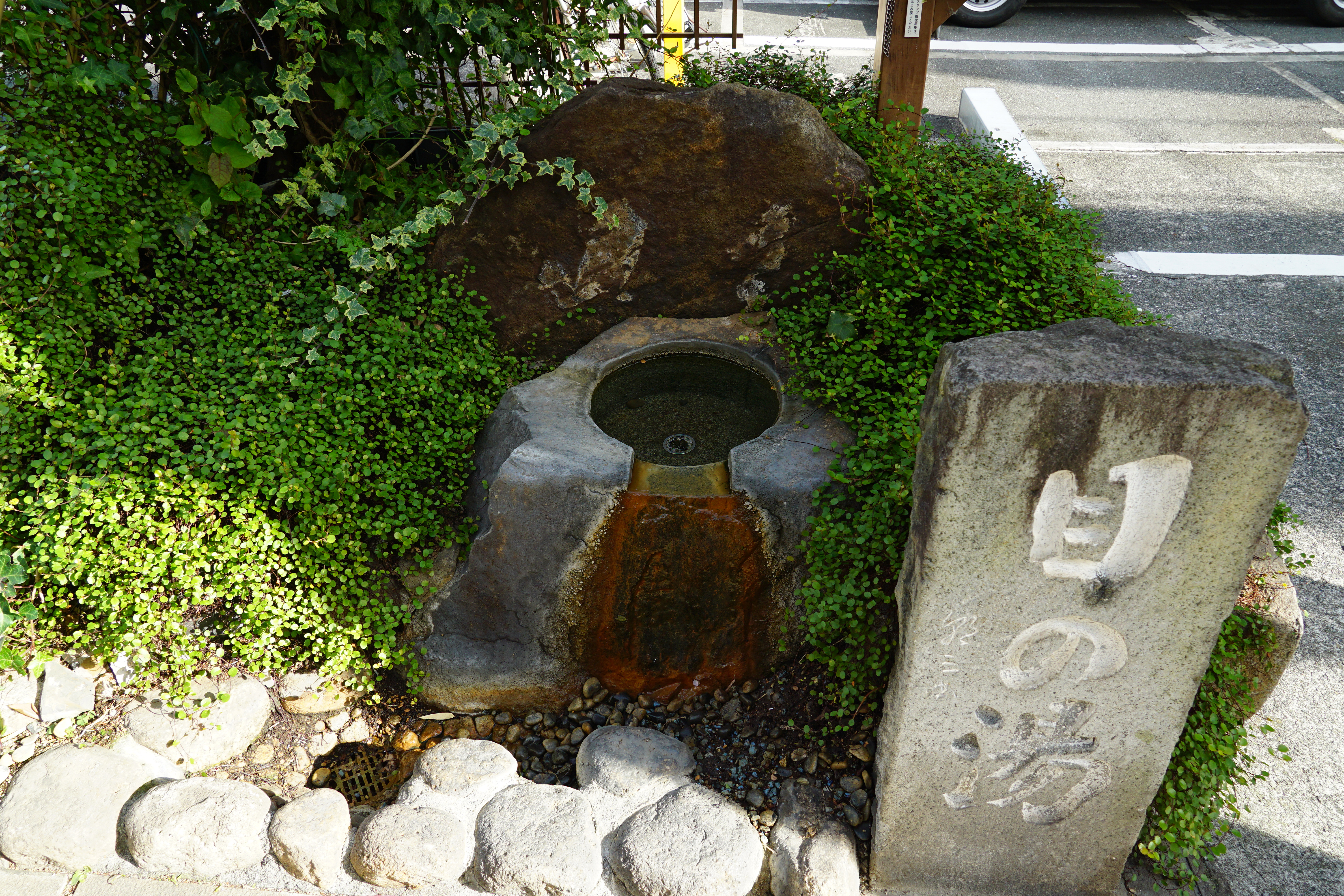
佐治郎の湯（目の湯）
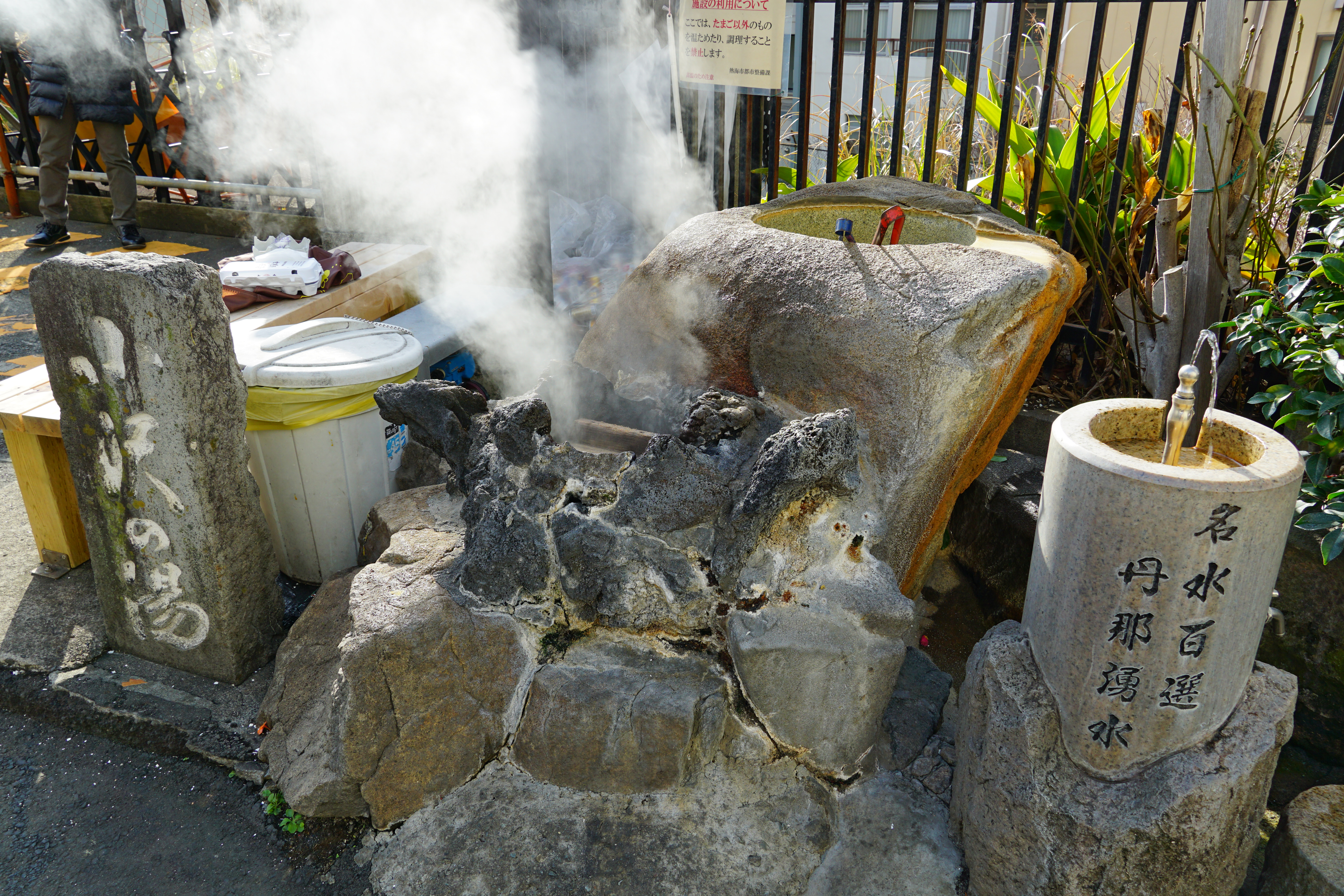
小沢の湯

#### 大湯間歇泉

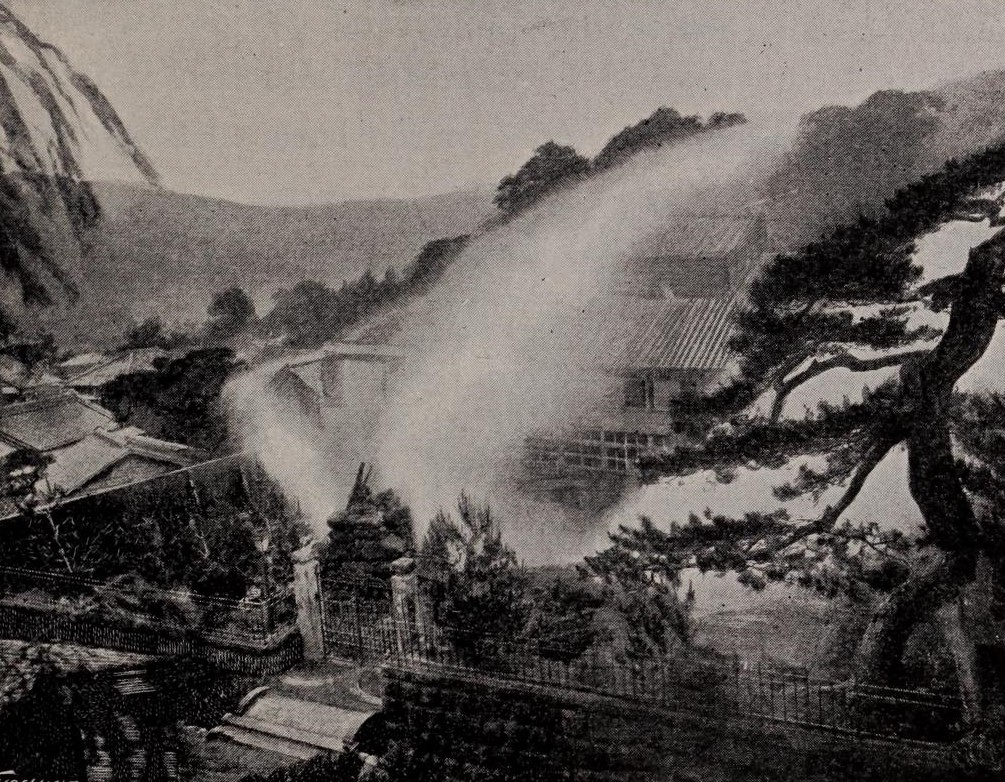
熱海の間欠泉。明治時代

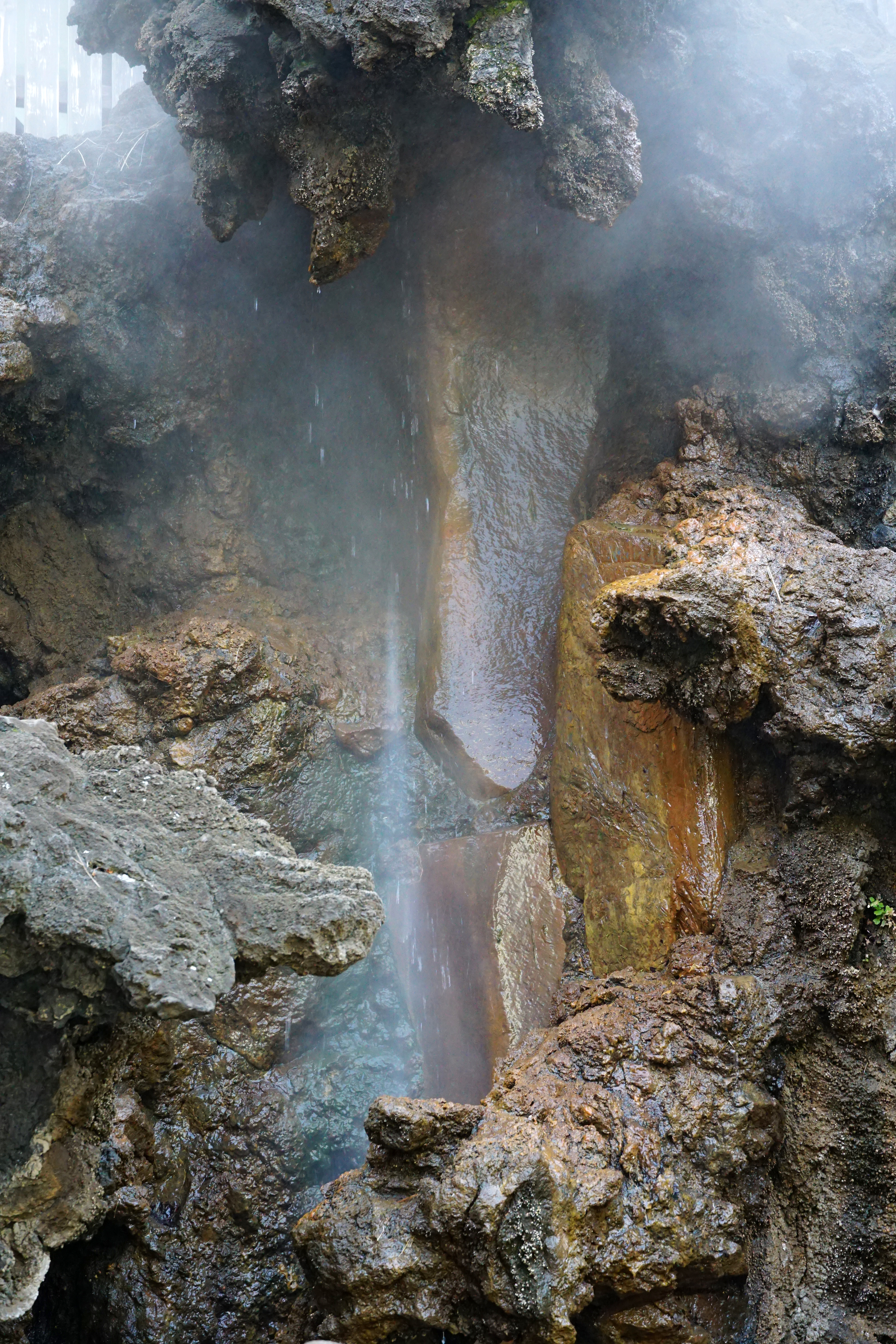
大湯間歇泉
（この現在のものは人工）

大湯（大湯間歇泉）は世界の三大間欠泉とまで謡われていたが、明治以降の周辺での乱掘削で減衰して自噴しなくなり、現在は人工の間欠泉として整備されている。かつては1日に何回も湯と蒸気を噴出し、江戸時代後期には1日8回を数えていたが、明治時代に入り減少した。これ以降、大湯の保全派と大湯以外にも温泉街を広げようとする派閥で衝突が起こる。1883年の記録では昼夜３回ずつの噴出があった。明治時代中期（1902年頃）に自噴が止まり、驚いた町民は物理学者の本多光太郎に調査を依頼し、本多は助手の寺田寅彦とともに復旧に成功した。この頃は日に平均４回８分の噴出があった。大正12年に自噴が止まり枯渇したのを機に源泉開発の制限が撤廃され、山側や海岸埋め立て地等での掘削が相次いで開始、昭和10年には220井の源泉が掘削されるようになった。一方で新しい掘削を休止するなど処置したが、1912年の神津俶祐調査時には1日平均2回3分に減少していた。その後、関東大震災の際に再び自噴が始まったが、昭和初期に再び自噴が止まった。その後、1962年（昭和37年）に市営温泉を引き湯し人工の間欠泉として整備され、現在に至っている。
大湯間欠泉の傍には、日本最初の電話ボックスが再現されている（現在の熱海ニューフジヤホテルアネックス館脇）。
また、外国人として記録に残る中で初めて富士山頂に達した、幕末期の駐日イギリス公使ラザフォード・オールコックの記念碑と、彼の愛犬で同登山に同行し、帰路に寄った熱海のこの大湯間欠泉で大火傷を負い、同地で亡くなったスコティッシュ・テリアのトビーの墓所がある。大火傷を負ったトビーは地元の人々から手厚い看病を受けたが、その甲斐もなく亡くなってしまった。墓所は、これを悲しんだ地元の人々によって建立されることとなり、オールコックはこれに感謝したと伝わる。墓碑には「poor Toby（かわいそうなトビー）」と記されている。

### 源泉一覧
熱海温泉では410本の源泉があり、埋没、休止などを除くと250本前後が利用されている。井戸の側面が崩壊するもしくはスケールの付着等で汲み上げが出来なくなった埋没枯渇によるもので、純粋な源泉枯渇は見られず安定的に供給されている。
宿泊施設やマンションの自家源泉の他、市営温泉が59本あり、市営温泉がカバーしていない地域の地元町内組合による井戸も見られる。
既定の温泉料金を市もしくは、温泉組合に払うことで、一般家庭にも温泉を引き湯出来るのが大きな特徴。
全ての源泉に名前が付いており、100番台までは主に武家屋敷や庄屋や有力商店の名字が付けられている。その後は主に旅館設立者の名字や旅館名が付けられている。
| 源泉名                              | 泉温   | 湧出量     | 泉質                                        | 深度   | 所在地                                                                                         | 備考                                                                                       |
| ----------------------------------- | ------ | ---------- | ------------------------------------------- | ------ | ---------------------------------------------------------------------------------------------- | ------------------------------------------------------------------------------------------ |
| 熱海1号泉（河原湯）                 | --.-℃  | 毎分0L     | ナトリウム・カルシウム－塩化物温泉          | 125m   | 銀座町１２                                                                                     | 熱海七湯。現在は市営温泉として供給している。                                               |
| 熱海3号泉（大湯）※休止中            | --.-℃  | 毎分0L     | ナトリウム・カルシウム－塩化物温泉          | 105m   | 上宿町4-3                                                                                      | 大湯間欠泉。自噴が枯渇したため現在は近隣の来宮湯、青沼湯からの引き湯で自噴を再現している。 |
| 熱海4号泉（目ノ湯）※休止中          | --.-℃  | 毎分0L     | 単純温泉                                    | 105m   | 銀座町                                                                                         | 熱海七湯。自噴しなくなっため現在は市営温泉（塩化物泉）からの引き湯で復元。                 |
| 熱海6号泉（小沢佐左エ門湯）         | --.-℃  | 毎分0L     | ナトリウム・カルシウム－硫酸塩温泉          | 125m   | 銀座町１４−１４                                                                                | 熱海七湯。                                                                                 |
| 熱海7号泉（佐次郎湯）※休止中        | 66.0℃  | 毎分21.0L  | ナトリウム・カルシウム－塩化物温泉          | 116m   | 銀座町7-18                                                                                     | 保護のため汲上休止中。                                                                     |
| 熱海11号泉（釜成屋湯）              | 71.0℃  | 毎分21.0L  | ナトリウム・カルシウム－塩化物温泉          | 126m   | 銀座町356-7                                                                                    |                                                                                            |
| 熱海14号泉（神龍湯）※休止中         | 76.0℃  | 毎分20.0L  | ナトリウム・カルシウム－塩化物温泉          | 116m   | 熱海市東海岸町325-2                                                                            | 故神龍旅館自家源泉。                                                                       |
| 熱海15号泉（有楽湯）※休止中         | 75.2℃  | 毎分20.0L  | ナトリウム・カルシウム－塩化物温泉          | 116m   | 東海岸町322-1                                                                                  |                                                                                            |
| 熱海16号泉（真の湯）                | 90.0℃  | 毎分70.0L  | ナトリウム・カルシウム－塩化物温泉          | 160m   | 東海岸町                                                                                       | 「古屋旅館」自家源泉。                                                                     |
| 熱海17号泉（福島屋湯）※休止中       | 76.0℃  | 毎分38.0L  | ナトリウム・カルシウム－塩化物温泉          | 100m   | 銀座町464-5                                                                                    | 「福島屋旅館」自家源泉であったが休止。福島屋旅館は市営温泉を引湯で使用。                   |
| 熱海18号泉（水ノ湯）※休止中         | 66.0℃  | 毎分21.0L  | ナトリウム・カルシウム－塩化物温泉          | 115m   | 銀座町７−１８                                                                                  | 熱海七湯。現在は市営温泉（塩化物泉）からの引き湯で復元。                                   |
| 熱海19号泉（野村湯）                | 82.0℃  | 毎分50.0L  | ナトリウム・カルシウム－塩化物温泉          | 108m   | 上宿町6−4（温泉寺近く）                                                                        | 市営温泉。                                                                                 |
| 熱海20号泉（小松湯）※休止中         | 85.0℃  | 毎分40.0L  | ナトリウム・カルシウム－塩化物温泉          | 115m   | 咲見町4-11                                                                                     | 市営温泉。平成15年度で当面休止。                                                           |
| 熱海21号泉（青木湯）                | 82.0℃  | 毎分50.0L  | ナトリウム・カルシウム－塩化物温泉          | 137m   | 上宿町448-9                                                                                    | 市営温泉。元は青木旅館の自家源泉であったが、廃業と共に市に譲渡された。                     |
| 熱海22号泉（第２青木湯）※休止中     | 80.0℃  | 毎分0L     | ナトリウム・カルシウム－塩化物温泉          | 135m   | 上宿町448-9                                                                                    | 故・青木旅館の自家源泉。                                                                   |
| 熱海23号泉（安保湯）                | 94.7℃  | 毎分 L     | ナトリウム・カルシウム－塩化物温泉          | 117m   | 上宿町4−22（旧「日航亭 大湯」敷地北側）                                                        |                                                                                            |
| 熱海25号泉（塩谷湯）                | 81.0℃  | 毎分35.0L  | ナトリウム・カルシウム－塩化物温泉          | 160m   | 銀座町13-18（「レーベンリゾシア熱海シーサイドタワー」敷地内）                                  | 故・富士屋旅館の自家源泉。                                                                 |
| 熱海28号泉（蜂須賀湯）※休止中       | 84.0℃  | 毎分30.0L  | ナトリウム・カルシウム－塩化物温泉          | 132m   | 上宿町507                                                                                      | 市営温泉、平成15年度で当面汲上休止。                                                       |
| 熱海29号泉（第２小松湯）※休止中     | 80.0℃  | 毎分38.0L  | ナトリウム・カルシウム－塩化物温泉          | 132m   | 咲見町４−２１（アデニウム熱海翠光園敷地内北西）                                                | 市営温泉、平成15年度で当面汲上休止。                                                       |
| 熱海32号泉（伊勢屋湯）※休止中       | 65.0℃  | 毎分28.0L  | ナトリウム・カルシウム－塩化物温泉          | 125m   | 銀座町355-3                                                                                    |                                                                                            |
| 熱海33号泉（第１大野湯）※休止中     | 67.0℃  | 毎分70.0L  | ナトリウム・カルシウム－塩化物温泉          | 380m   | 和田浜南町３−９（大野屋敷地内南側）                                                            | 大野屋の自家源泉であったが資源保護のため休止。                                             |
| 熱海37号泉（潮見崎温泉）            | 66.7℃  | 毎分63.6L  | ナトリウム・カルシウム－塩化物温泉          | 280m   | 春日町1-13                                                                                     | 塩見崎温泉組合。春日町内の民家等に配給。                                                   |
| 熱海38号泉（第２大野湯）            | 77.5℃  | 毎分65L    | ナトリウム・カルシウム－塩化物温泉          | 300m   | 和田浜南町３−９（大野屋敷地内南側）                                                            | 大野屋の自家源泉4本中1本。                                                                 |
| 熱海41号泉（第２桃山温泉）          | 78.0℃  | 毎分 0L    | ナトリウム・カルシウム－塩化物温泉          | 366m   | 桃山町50-5                                                                                     | 桃山水道組合による配給。                                                                   |
| 熱海42号泉（塩見湯）                | 62.0℃  | 毎分 L     | ナトリウム・カルシウム－塩化物温泉          | 210m   |                                                                                                |                                                                                            |
| 熱海43号泉（青沼湯）                | 85.0℃  | 毎分34.0L  | ナトリウム・カルシウム－塩化物温泉          | 116m   | 上宿町4−91（「熱海市立図書館」南側）                                                           | 市営温泉。                                                                                 |
| 熱海45号泉（米倉湯）※休止中         | 72.0℃  | 毎分 0L    | ナトリウム・カルシウム－塩化物温泉          | 500m   | 上宿町475-3                                                                                    | 市営温泉。平成元年度で当面休止。                                                           |
| 熱海47号泉（水口園湯）              | 67.9℃  | 毎分30.0L  | ナトリウム・カルシウム－塩化物温泉          | 320m   | 水口町11-48（「熱海ふふ」敷地内）                                                              | 熱海ふふ（故・水口園）自家源泉。                                                           |
| 熱海49号泉（青沼温泉）              | 76.0℃  | 毎分40.0L  | ナトリウム・カルシウム－塩化物温泉          | 76m    | 東海岸町1-11（「みかんの木」敷地内北側）                                                       | 旅館「みかんの木」自家源泉。43号市営青沼湯とは別。                                         |
| 熱海50号泉（野中の湯）※休止中       | 92.5℃  | 毎分0.0L   | ナトリウム・カルシウム－塩化物温泉          | 56m    | 咲見町５−１１                                                                                  | 熱海七湯。保護の為汲み上げ休止中。                                                         |
| 熱海52号泉（清左衛門の湯）※休止中   | 88.1℃  | 毎分0.0L   | ナトリウム・カルシウム－塩化物温泉          | 56m    | 咲見町２−１０                                                                                  | 熱海七湯。保護の為汲み上げ休止中。                                                         |
| 熱海54号泉（青山湯）※休止中         | 70.1℃  | 毎分0.0L   | ナトリウム・カルシウム－塩化物温泉          | 845m   | （「熱海温泉ホテル夢いろは」敷地内）                                                           | 市営温泉。平成5年度で廃止。                                                                |
| 熱海56号泉（楠湯）                  | 85.0℃  | 毎分30.0L  | ナトリウム・カルシウム－塩化物温泉          | 264m   | 西山町４２−３（来宮神社西側道路沿い）                                                          | 市営温泉。                                                                                 |
| 熱海60号泉（西山湯）                | 85.0℃  | 毎分30.0L  | ナトリウム・カルシウム－塩化物温泉          | 432m   | 西山町635-4（マンション「サンライフ熱海」北側道路沿い）                                        | 市営温泉。                                                                                 |
| 熱海63号泉（誠成社湯）              | 79.0℃  | 毎分45.0L  | ナトリウム・カルシウム－塩化物・硫酸塩温泉  | 236m   | 水口町1241-22（「新かど屋」東側）                                                              | 誠成社温泉組合。                                                                           |
| 熱海66号泉（天神山湯）              | 49.7℃  | 毎分60.0L  | ナトリウム・カルシウム－塩化物・硫酸塩温泉  | 363m   | 北緯35度05分35秒 東経139度04分11秒 / 北緯35.093149度 東経139.06963度（「昭和倶楽部」駐車場隣） | 天神山温泉組合。                                                                           |
| 熱海67号泉（小林湯）                | 56.0℃  | 毎分51.0L  | ナトリウム・カルシウム－塩化物温泉          | 364m   | 昭和町1262-3                                                                                   | 市営温泉。                                                                                 |
| 熱海70号泉（第１ハナミガオカ温泉）  | 66.0℃  | 毎分40.0L  | ナトリウム・カルシウム－硫酸塩・塩化物温泉  | 500m   | 梅園町1777-53                                                                                  | 弱混濁、弱芳香。中山ボーリング株式会社により給湯。                                         |
| 熱海74号泉（川本湯）                | 61.0℃  | 毎分51.0L  | ナトリウム・カルシウム－塩化物温泉          | 273m   | 田原本町１−６（ゼファー熱海シーヒルズ西側）                                                    | 「ゼファー熱海シーヒルズ」自家源泉。もとは川本館の自家源泉であった。                       |
| 熱海78号泉（三楽温泉）              | 71.0℃  | 毎分55。0L | ナトリウム・カルシウム－塩化物温泉          | 350m   | 春日町１−２                                                                                    | 三楽温泉組合による配給。                                                                   |
| 熱海79号泉（山田湯）                | 85.0℃  | 毎分49.0L  | ナトリウム・カルシウム－塩化物温泉          | 462m   | 西山町３９−１４（協和発酵キリン保養所南西側）                                                  | 市営温泉。共同浴場「山田湯」とは別。                                                       |
| 熱海80号泉（立石湯）                | 88.0℃  | 毎分70.0L  | ナトリウム・カルシウム－塩化物温泉          | 486m   | 西山町４５                                                                                     | 市営温泉。                                                                                 |
| 熱海83号泉（長寿湯）※休止中         | 55.0℃  | 毎分 L     | ナトリウム・カルシウム－塩化物温泉          | 363m   |                                                                                                | 「西熱海ホテル」自家源泉の4本中1本目。                                                     |
| 熱海87号泉（赤宮温泉）              | 58.1℃  | 毎分40.5L  | カルシウム・ナトリウム－塩化物温泉          | 300m   | 小嵐町                                                                                         | 赤宮温泉組合。                                                                             |
| 熱海88号泉（いやし湯）※休止中       | 64.0℃  | 毎分 L     | ナトリウム・カルシウム－塩化物温泉          | 350m   | 梅園町1-1                                                                                      | 「西熱海ホテル」自家源泉の4本中2本目。                                                     |
| 熱海89号泉（湧くわくの湯）          | 77.0℃  | 毎分 L     | ナトリウム・カルシウム－塩化物温泉          | 275m   | 田原本町159                                                                                    | 田原本町自治会により周辺家屋に供給。                                                       |
| 熱海90号泉（第１陽和洞湯）※休止中   | 78.4℃  | 毎分0.0L   | カルシウム・ナトリウム－塩化物温泉          | 270m   | 林ガ丘町1741-1                                                                                 | 「陽和洞」自家源泉。                                                                       |
| 熱海91号泉（湖南荘湯）              | 80.5℃  | 毎分39.2L  | カルシウム・ナトリウム－塩化物温泉          | 305m   | 東海岸町7-21                                                                                   | 「アデニウム熱海濱ノ離宮」自家源泉。もとは「湖南荘」の自家源泉であった。                   |
| 熱海93号泉（福々温泉）              | 62.1℃  | 毎分40.5L  | カルシウム・ナトリウム－塩化物温泉          | 300m   | 田原本町154                                                                                    | 福々温泉組合。「竜宮閣」や、「福福の手湯」などで使用。                                     |
| 熱海97号泉（錦館湯）                | 65.0℃  | 毎分66.0L  | ナトリウム・カルシウム－塩化物温泉          | 295m   | 水口町16番6号                                                                                  | 市営温泉。錦館の自家源泉であったが、廃業とともに市に譲渡。                                 |
| 熱海99号泉（山王湯）                | 80.0℃  | 毎分75.0L  | カルシウム・ナトリウム－塩化物温泉          | 300m   | 林ガ丘町7-1                                                                                    | 「大観荘」自家源泉。                                                                       |
| 熱海100号泉（緑風湯）               | ℃      | 毎分L      | ナトリウム・カルシウム－塩化物温泉          | 300m   | 和田浜南町７−１３（緑風閣となり国道沿い）                                                      | 「緑風閣」自家源泉。                                                                       |
| 熱海101号泉（前山田温泉）           | ℃      | 毎分80.0L  | ナトリウム・カルシウム－塩化物温泉          | 365m   | 桃山町２２−９                                                                                  | 前山田温泉組合による配給。                                                                 |
| 熱海102号泉（高橋湯）               | 56.4℃  | 毎分70.0L  | 単純温泉                                    | 234m   | 和田浜南町３-２                                                                                | 「ホテルニュータカハシ」自家源泉。                                                         |
| 熱海103号泉（久邇宮家別荘湯）       | 96.0℃  | 毎分70.0L  | ナトリウム・カルシウム－塩化物温泉          | 180m   | 北緯35度05分57秒 東経139度04分22秒 / 北緯35.099034度 東経139.072883度（図書館東側）            | 「ホテル貴一」自家源泉。                                                                   |
| 熱海104号泉（第２八幡温泉）※休止中  | 71.0℃  | 毎分60.0L  | ナトリウム・カルシウム－塩化物温泉          | 260m   | 北緯35度05分28秒 東経139度04分27秒 / 北緯35.090996度 東経139.074125度                          | 「みのやホテル」自家源泉。                                                                 |
| 熱海107号泉（晴光荘温泉）           | 79.0℃  | 毎分85.0L  | カルシウム・ナトリウム－塩化物温泉          | 363m   |                                                                                                | 晴光荘温泉組合による配給。もとは晴光荘の自家源泉であったが、廃業により配給を開始。         |
| 熱海108号泉（三井温泉）※休止中      | 76.0℃  | 毎分90.0L  | カルシウム・ナトリウム－塩化物温泉          | 362m   |                                                                                                | 三井温泉組合による配給。                                                                   |
| 熱海109号泉（銀山温泉）             | 71.5℃  | 毎分100L   | カルシウム・ナトリウム－硫酸塩・塩化物温泉  | 360m   | 北緯35度06分09秒 東経139度03分30秒 / 北緯35.102398度 東経139.058377度                          | 銀山温泉組合により、梅園町16、17番の分譲地や保養所に配給。                                 |
| 熱海114号泉（寿湯）                 | 58.0℃  | 毎分37.5L  | カルシウム・ナトリウム - 硫酸塩・塩化物温泉 | 363m   | 水口町２丁目５−１                                                                              | 伊豆ボーリングによる供給。                                                                 |
| 熱海115号泉（洋翠会湯）             | 51.0℃  | 毎分40.8L  | カルシウム・ナトリウム - 硫酸塩・塩化物温泉 | 333m   | 水口町２丁目５−１                                                                              | 伊豆ボーリングによる供給。                                                                 |
| 熱海116号泉（和光園湯）             | 55.0℃  | 毎分55.2L  | カルシウム・ナトリウム - 硫酸塩・塩化物温泉 | 350m   | 林ガ丘町173                                                                                    | 和光園温泉組合による配給。                                                                 |
| 熱海117号泉（曽我湯）               | 54.0℃  | 毎分57.8L  | カルシウム・ナトリウム - 硫酸塩・塩化物温泉 | 350m   | 小嵐町1560-3                                                                                   | 市営温泉。                                                                                 |
| 熱海123号泉（第１汐見洞湯）         | 51.0℃  | 毎分60.0L  | カルシウム・ナトリウム-塩化物温泉           | 300m   | 東海岸町41                                                                                     | 故「ホテル池田」自家源泉。                                                                 |
| 熱海129号泉（国公連湯）             | 64.3℃  | 毎分80.0L  | ナトリウム・カルシウム－塩化物温泉          | 280m   | 春日町56-4（「KKRホテル熱海」敷地内）                                                          | 同施設の自家源泉。                                                                         |
| 熱海130号泉（中電健保湯）           | 61.9℃  | 毎分65.0L  | ナトリウム・カルシウム－塩化物温泉          | 335m   | 小嵐町１５−９（「TKPホテル熱海小嵐」敷地内                                                     | 同施設の自家源泉。                                                                         |
| 熱海131号泉（第３桃山温泉）         | 71.5℃  | 毎分 0L    | ナトリウム・カルシウム－塩化物温泉          | 363m   | 桃山町48-25                                                                                    | 桃山水道組合による配給。                                                                   |
| 熱海132号泉（大槻湯）               | 72.0℃  | 毎分59.0L  | カルシウム・ナトリウム－塩化物温泉          | 600m   | 西山町629-2                                                                                    | 市営温泉。                                                                                 |
| 熱海134号泉（第１田原湯）※埋没廃止  | 71.0℃  | 毎分 0L    | ナトリウム・カルシウム－塩化物・硫酸塩温泉  | 310m   |                                                                                                | 「家康の足湯」等で使用していたが、平成20年頃に廃止。389号泉を新掘削。                      |
| 熱海136号泉（第１三本松湯）         | ℃      | 毎分 L     | ナトリウム・カルシウム－塩化物・硫酸塩温泉  | 300m   |                                                                                                | 三本松温泉組合による配給。                                                                 |
| 熱海137号泉（第２三本松湯）         | ℃      | 毎分 L     | ナトリウム・カルシウム－塩化物・硫酸塩温泉  | 360m   |                                                                                                | 三本松温泉組合による配給。                                                                 |
| 熱海140号泉（第４桃山温泉）         | 73.0℃  | 毎分 0L    | カルシウム・ナトリウム－塩化物・硫酸塩温泉  | 450m   | 桃山町978                                                                                      | 桃山水道組合による配給。                                                                   |
| 熱海141号泉（第１簡保湯）           | 51.0℃  | 毎分40.0L  | ナトリウム・カルシウム－塩化物・硫酸塩温泉  | 322m   |                                                                                                | 「かんぽの宿」で使用。                                                                     |
| 熱海142号泉（成瀬湯）               | 75.0℃  | 毎分111L   | カルシウム・ナトリウム－塩化物温泉          | 290m   | 上宿町530-4                                                                                    | 市営温泉。                                                                                 |
| 熱海143号泉（来宮湯）               | 94.0℃  | 毎分104L   | ナトリウム・カルシウム－塩化物温泉          | 256m   | 西山町586-2 （「来宮神社」駐車場東隣）                                                         | 市営温泉。                                                                                 |
| 熱海144号泉（第２和光園湯）         | 75.0℃  | 毎分61.5L  | ナトリウム・カルシウム－塩化物温泉          | 330m   | 桃山町１５−５０                                                                                | 和光園温泉組合による配給。                                                                 |
| 熱海149号泉（狹間田温泉）※休止中    | 68.0℃  | 毎分45.0L  | カルシウム・ナトリウム－塩化物温泉          | 370m   | 水口町2                                                                                        | 狹間田温泉組合による配給。                                                                 |
| 熱海150号泉（満天湯）※休止中        | 65.0℃  | 毎分 L     | カルシウム・ナトリウム－塩化物温泉          | 390m   | 梅園町1-1                                                                                      | 「西熱海ホテル」自家源泉の4本中3本目。                                                     |
| 熱海156号泉（第１桃山水道温泉）     | 71.5℃  | 毎分 L     | ナトリウム・カルシウム－塩化物・硫酸塩温泉  | 291m   | 田原本町1101                                                                                   | 桃山水道組合による配給。                                                                   |
| 熱海156号泉（木村湯）               | 73.0℃  | 毎分65.0L  | ナトリウム・カルシウム－塩化物温泉          | 302m   | 林ガ丘町10-4（ベルシエル熱海南側）                                                             | 「ベルシエル熱海」自家源泉。                                                               |
| 熱海159号泉（磯之湯）※休止中        | 59.4℃  | 毎分0.0L   | ナトリウム・カルシウム－塩化物温泉          | 300m   | 和田浜南町1992                                                                                 | 故「松涛本館」自家源泉。                                                                   |
| 熱海160号泉（第２山科湯）           | 61.7℃  | 毎分30.0L  | カルシウム・ナトリウム－塩化物・硫酸塩温泉  | 280m   | 北緯35度05分32秒 東経139度04分14秒 / 北緯35.092361度 東経139.070667度                          |                                                                                            |
| 熱海166号泉（染殿湯）               | ℃      | 毎分L      | カルシウム・ナトリウム－塩化物温泉          | 420m   | 昭和町10-10（染井館となり）                                                                    | 「染井館」自家源泉。                                                                       |
| 熱海168号泉（第３大野湯）           | ℃      | 毎分65L    | カルシウム・ナトリウム－塩化物温泉          | 350m   | 和田浜南町３−９（大野屋敷地内南側）                                                            | 大野屋の自家源泉4本中1本。                                                                 |
| 熱海170号泉（第１竹ノ沢湯）         | 69.50℃ | 毎分85.0L  | ナトリウム・カルシウム－塩化物温泉          | 276m   | 熱海市西山町1769-2                                                                             | 市営温泉。                                                                                 |
| 熱海171号泉（林丘湯）               | 73.1℃  | 毎分41.0L  | カルシウム・ナトリウム－塩化物温泉          | 556m   | 熱海市林ガ丘町1737番地6                                                                        | 「ラヴィ熱海」自家源泉。                                                                   |
| 熱海177号泉（村田湯）※休止中        | 71.0℃  | 毎分0.0L   | ナトリウム・カルシウム－塩化物温泉          | 265m   | 北緯35度06分14秒 東経139度04分47秒 / 北緯35.103876度 東経139.079749度                          |                                                                                            |
| 熱海178号泉（坂本湯）※休止中        | 91.0℃  | 毎分0.0L   | ナトリウム・カルシウム－塩化物温泉          | 116m   | 咲見町485-6（マンション「熱海cityヴィラ」敷地内南東側）                                        | 市営温泉。平成26年度をもって休止。                                                         |
| 熱海181号泉（藤沢湯）               | 62.1℃  | 毎分120L   | カルシウム・ナトリウム－塩化物温泉          | 260m   | 咲見町9-9（ユニオンビル道路を挟んだ向かい側）                                                  | 咲見地区の大江戸温泉物語あたみ、大月ホテルに配給。                                         |
| 熱海187号泉（第４大野湯）           | ℃      | 毎分65L    | カルシウム・ナトリウム－塩化物温泉          | m      | 和田浜南町３−９（大野屋敷地内北側）                                                            | 大野屋の自家源泉4本中1本。                                                                 |
| 熱海189号泉（第３三本松湯）         | ℃      | 毎分 L     | ナトリウム・カルシウム－塩化物・硫酸塩温泉  | 303m   |                                                                                                | 三本松温泉組合。                                                                           |
| 熱海190号泉（お宮の松湯）           | ℃      | 毎分 L     | カルシウム・ナトリウム－塩化物温泉          | 350m   |                                                                                                | 故・つるやホテル自家源泉。                                                                 |
| 熱海194号泉（大谷湯）               | 65.0℃  | 毎分86.0L  | カルシウム・ナトリウム－塩化物温泉          | 233.5m | 水口町855-2                                                                                    | 市営温泉。                                                                                 |
| 熱海201号泉（錫の湯）※休止中        | ℃      | 毎分0.0L   | カルシウム・ナトリウム－－塩化物温泉        | 80m    | 咲見町２−５（清左衛門の湯の西側10ｍ）                                                          |                                                                                            |
| 熱海205号泉（第４八幡湯）           | ℃      | 毎分100L   | カルシウム・ナトリウム－－塩化物温泉        | 300m   | 和田町1986-14                                                                                  | 大野屋の自家源泉4本中1本。                                                                 |
| 熱海207号泉（第５八幡湯）           | 70.7℃  | 毎分88.0L  | カルシウム・ナトリウム－塩化物温泉          | 250m   | 和田町1986-15（くすりセイジョー西隣）                                                          | 「ホテル・サンミ倶楽部」自家源泉。                                                         |
| 熱海208号泉（小麦田湯）             | 59.0℃  | 毎分57.0L  | ナトリウム・カルシウム－塩化物温泉          | 213m   | 熱海市清水町393-18                                                                             | 市営温泉。                                                                                 |
| 熱海210号泉（金城湯）               | ℃      | 毎分L      | カルシウム・ナトリウム－塩化物温泉          | 400m   |                                                                                                | 「金城館」自家源泉。                                                                       |
| 熱海212号泉（常盤湯）               | 90.0℃  | 毎分65.7L  | カルシウム・ナトリウム－塩化物温泉          | 270m   | 北緯35度05分59秒 東経139度04分29秒 / 北緯35.099693度 東経139.074842度                          | 「咲見町ハイツ」自家源泉。もとは常盤館の自家源泉であった。                                 |
| 熱海213号泉（第２陽和洞湯）         | 78.5℃  | 毎分45.5L  | カルシウム・ナトリウム－塩化物温泉          | 300m   | 林ガ丘町1741-4                                                                                 | 「陽和洞」自家源泉。                                                                       |
| 熱海216号泉（岡本湯）※休止中        | 78.0℃  | 毎分 0L    | ナトリウム・カルシウム－塩化物温泉          | 300m   | 福道町1-9                                                                                      | 故・岡本ホテル自家源泉。                                                                   |
| 熱海217号泉（大倉湯）※休止中        | 85.0℃  | 毎分 0L    | ナトリウム・カルシウム－塩化物温泉          | 151m   | 咲見町 500-2                                                                                   | 市営温泉。昭和58年度で当面休止。                                                           |
| 熱海218号泉（古河湯）               | 89.0℃  | 毎分36.0L  | ナトリウム・カルシウム－塩化物温泉          | 150m   | 咲見町1999-12（藤森稲荷神社東隣）                                                              | 市営温泉。                                                                                 |
| 熱海219号泉（第1渚湯）              | 49.0℃  | 毎分58.0L  | カルシウム・ナトリウム－塩化物温泉          | 310m   | 銀座町１０−１５（駐車場敷地内）                                                                | 市営温泉。                                                                                 |
| 熱海220号泉（第１野中山湯）         | 84.0℃  | 毎分67.0L  | ナトリウム・カルシウム－塩化物温泉          | 265m   | 野中山521-4（伊東線野中山トンネル西側坑口南側）                                                | 市営温泉。                                                                                 |
| 熱海222号泉（第２汐見洞湯）         | 63.0℃  | 毎分40.0L  | ナトリウム・カルシウム－塩化物温泉          | 350m   | 東海岸町110-4                                                                                  | 「ホテル池田」自家源泉。                                                                   |
| 熱海223号泉（喜久屋湯）※休止中      | 81.8℃  | 毎分0.0L   | ナトリウム・カルシウム－塩化物・硫酸塩温泉  | 350m   | 田原本町２−４（「三景荘」東側）                                                                | 故・「上野喜久屋旅館」自家源泉。                                                           |
| 熱海224号泉（静観荘湯）             | 76.5℃  | 毎分45.0L  | ナトリウム・カルシウム－塩化物温泉          | 172m   | 咲見町3-8                                                                                      | 「デイサスマンション」（旧ホテル静観荘）自家源泉。                                         |
| 熱海225号泉（志ほみ湯）             | 74.0℃  | 毎分20.0L  | カルシウム・ナトリウム－塩化物温泉          | 332m   | 春日町１−２                                                                                    | 「湯宿一番地」（旧しほみ屋）自家源泉。                                                     |
| 熱海226号泉（大月湯）               | 89.6℃  | 毎分45.5L  | ナトリウム・カルシウム－化物温泉            | 250m   | 東海岸町294                                                                                    | 「ホテルミラクス」自家源泉。                                                               |
| 熱海227号泉（小澤湯）               | ℃      | 毎分L      | ナトリウム・カルシウム－塩化物温泉          | 400m   | 清水町１−１５                                                                                  |                                                                                            |
| 熱海229号泉（福島湯）※休止中        | 85.4℃  | 毎分0.0L   | カルシウム・ナトリウム－塩化物温泉          | 93m    | 銀座町464                                                                                      | 「福島屋旅館」自家源泉。現在は市営源泉に切替え休止中。                                     |
| 熱海231号泉（藤田湯）               | 79.5℃  | 毎分63.0L  | カルシウム・ナトリウム－塩化物温泉          | 350m   | 東海岸町12番                                                                                   | 「リゾートピア熱海」等で使用。                                                             |
| 熱海234号泉（ミサキの湯）           | 61.5℃  | 毎分75.0L  | カルシウム・ナトリウム－塩化物温泉          | 500m   | 和田浜南町1992-17                                                                              | 「ウオミサキホテル」自家源泉。                                                             |
| 熱海238号泉（第２渚湯）             | 51.0℃  | 毎分24.0L  | ナトリウム・カルシウム－塩化物温泉          | 230m   | 渚町3-6（「三木製菓」道路を挟んだ向かい側）                                                    | 市営温泉。                                                                                 |
| 熱海239号泉（微風湯）               | 80.8℃  | 毎分50.0L  | カルシウム・ナトリウム－塩化物温泉          | 330m   | 田原本町4-16                                                                                   | 「伊東園ホテル 熱海館」自家源泉。                                                          |
| 熱海241号泉（第２野中山湯）         | 87.0℃  | 毎分51.0L  | ナトリウム・カルシウム－塩化物温泉          | 195m   | 咲見町７−５８（中銀ライフケア咲見20号館南東側）                                                | 熱海市営温泉。                                                                             |
| 熱海242号泉（一ふじ湯）             | 57.0℃  | 毎分79.0L  | ナトリウム・カルシウム－塩化物温泉          | 243m   | 咲見町9-2（熱海シティヴィラ咲見町の駐車場前）                                                  | 市営温泉。もとは一ふじ旅館の自家源泉であったが廃業により市に譲渡。                         |
| 熱海244号泉（長田湯）               | 87.0℃  | 毎分30.0L  | ナトリウム・カルシウム－塩化物温泉          | 300m   | 西山町567番地1（パーク・セレノ熱海敷地内南東側）                                               | 市営温泉。                                                                                 |
| 熱海246号泉（八芳苑湯）             | 72.5℃  | 毎分50.0L  | カルシウム・ナトリウム－塩化物温泉          | 339m   | 水口町829-19                                                                                   | 市営温泉と「フォーシーズンズ八芳苑」自家源泉の共用。もとは八芳苑旅館の自家源泉であった。   |
| 熱海249号泉（石田湯）               | 80.4℃  | 毎分54.7L  | カルシウム・ナトリウム－塩化物温泉          | 300m   | 東海岸町86番62                                                                                 | 「ゼファー熱海ビーチタワー」自家源泉。もとは熱海臨海ホテルの自家源泉であった。             |
| 熱海250号泉（潮風湯）※休止中        | 59.0℃  | 毎分 L     | カルシウム・ナトリウム－塩化物温泉          | m      | 梅園町1-1                                                                                      | 「西熱海ホテル」自家源泉の4本中4本目。                                                     |
| 熱海252号泉（東海岸温泉）           | 76.0℃  | 毎分150.0L | ナトリウム・カルシウム－塩化物温泉          | 360m   |                                                                                                | 「シーサイドスパ」自家源泉。                                                               |
| 熱海259号泉（第２竹ノ沢湯）※休止中  | 65.0℃  | 毎分70.0L  | カルシウム・ナトリウム－塩化物・硫酸塩温泉  | 360m   | 西山町19-43                                                                                    | 市営温泉。                                                                                 |
| 熱海266号泉（万福湯）               | 76.9℃  | 毎分47.5L  | カルシウム・ナトリウム－塩化物温泉          | 300m   |                                                                                                | 「熱海聚楽ホテル」自家源泉。                                                               |
| 熱海267号泉（第５桃山温泉）         | 76.5℃  | 毎分80.0L  | ナトリウム・カルシウム－塩化物温泉          | 450m   | 桃山町981-58                                                                                   | 桃山水道組合による配給                                                                     |
| 熱海268号泉（平戸湯）               | 61.8℃  | 毎分95.0L  | ナトリウム・カルシウム－塩化物・硫酸塩温泉  | 350m   | 熱海市小嵐町１４−８                                                                            | 「新かどや」自家源泉。                                                                     |
| 熱海272号泉（第２簡保湯）           | 55.0℃  | 毎分40.0L  | カルシウム・ナトリウム－塩化物・硫酸塩温泉  | 500m   |                                                                                                | 「かんぽの宿」自家源泉。                                                                   |
| 熱海276号泉（第４野中山湯）         | 91.0℃  | 毎分61.0L  | カルシウム・ナトリウム－塩化物温泉          | 295m   | 咲見町咲見町6-41（「リラックスリゾート」敷地南東側）                                           | 熱海市営温泉。                                                                             |
| 熱海280号泉（梅屋湯）               | 81.1℃  | 毎分71.6L  | カルシウム・ナトリウム－塩化物温泉          | 505m   | 北緯35度06分12秒 東経139度04分23秒 / 北緯35.103355度 東経139.073066度                          | 「コスモ熱海林ヶ丘」自家源泉。                                                             |
| 熱海281号泉（第２ハナミガオカ温泉） | 68.5℃  | 毎分54.5L  | カルシウム・ナトリウム－硫酸塩・塩化物温泉  | 495m   | 梅園町1780-202                                                                                 | 微混濁。株式会社中山ボーリングによる配給。                                                 |
| 熱海282号泉（今宮神社1号源泉）      | 53.9℃  | 毎分L      | ナトリウム・カルシウム－塩化物・硫酸塩温泉  | 450m   |                                                                                                | 「今宮神社足湯」及び付近の住宅などにも供給。                                               |
| 熱海283号泉（釜ヶ根湯）             | 47.0℃  | 毎分76.0L  | ナトリウム・カルシウム－塩化物温泉          | 435m   | 熱海1993-377                                                                                   | 熱海市営温泉。                                                                             |
| 熱海287号泉（大観湯）               | 80.0℃  | 毎分75.0L  | カルシウム・ナトリウム－塩化物温泉          | 500m   | 林ガ丘町7-1                                                                                    | 「大観荘」自家源泉。                                                                       |
| 熱海290号泉（第４八幡山湯）         | 50.0℃  | 毎分77.0L  | カルシウム・ナトリウム－硫酸塩・塩化物温泉  | 606m   | 熱海1992-1                                                                                     | 熱海市営温泉。                                                                             |
| 熱海291号泉（第３小嵐湯）           | 59.0℃  | 毎分127L   | カルシウム・ナトリウム－硫酸塩・塩化物温泉  | 495m   | 桜木町1961-43                                                                                  | 熱海市営温泉。                                                                             |
| 熱海292号泉（第２小嵐湯）           | 60.3℃  | 毎分91.0L  | カルシウム・ナトリウム－硫酸塩・塩化物温泉  | 445m   | 小嵐町1574-19                                                                                  | 熱海市営温泉。                                                                             |
| 熱海295号泉（玉の湯）               | 53.0℃  | 毎分70.0L  | カルシウム・ナトリウム－塩化物・硫酸塩温泉  | 436m   | 渚町２６−１１                                                                                  | 微黄色褐色。「熱海玉の湯ホテル」自家源泉。                                                 |
| 熱海298号泉（第３ハナミガオカ温泉） | 64.7℃  | 毎分60.0L  | カルシウム・ナトリウム－硫酸塩・塩化物温泉  | 550m   | 梅園町1780-188                                                                                 | 微混濁。株式会社中山ボーリングによる配給。                                                 |
| 熱海299号泉（日本鋼管湯）           | 80.0℃  | 毎分63.0L  | ナトリウム・カルシウム－塩化物温泉          | 480m   | （マンション「サンライフ熱海」北側道路沿い）                                                   | 市営温泉。                                                                                 |
| 熱海302号泉（松ヶ丘温泉）           | ℃      | 毎分 L     | カルシウム・ナトリウム－塩化物温泉          | 400m   |                                                                                                | 松ヶ丘温泉組合による配給。                                                                 |
| 熱海304号泉（第４ハナミガオカ温泉） | 66.5℃  | 毎分80.0L  | ナトリウム・カルシウム－塩化物温泉          | 499m   | 梅園町1780                                                                                     | 株式会社中山ボーリングによる配給。                                                         |
| 熱海311号泉（第３竹ノ沢湯）※休止中  | 68.0℃  | 毎分65.0L  | ナトリウム・カルシウム－塩化物・硫酸塩温泉  | 570m   |                                                                                                | 市営温泉。                                                                                 |
| 熱海325号泉（第３渚湯）※休止中      | 58.2℃  | 毎分41.0L  | ナトリウム・カルシウム－塩化物・硫酸塩温泉  | 1000m  | 渚町2020-11                                                                                    | 市営温泉。                                                                                 |
| 熱海331号泉（後楽園湯）             | 55.0℃  | 毎分155L   | カルシウム・ナトリウム－塩化物温泉          | 600m   |                                                                                                | 「後楽園ホテル」自家源泉。                                                                 |
| 熱海342号泉（第４竹ノ沢湯）※休止中  | 65.2℃  | 毎分70.0L  | カルシウム・ナトリウム－塩化物・硫酸塩温泉  | 570m   |                                                                                                | 市営温泉。                                                                                 |
| 熱海345号泉（曽我山湯）             | 48.5℃  | 毎分71.0L  | カルシウム・ナトリウム－塩化物温泉          | 1000m  |                                                                                                | 曽我山地区に配給。                                                                         |
| 熱海349号泉（土沢の湯）             | 48.5℃  | 毎分71.0L  | カルシウム－硫酸塩温泉                      | 680m   | 伊豆山土沢 北緯35度06分12秒 東経139度03分43秒 / 北緯35.103355度 東経139.062026度               | 土沢地区に配給。                                                                           |
| 熱海353号泉（錦湯）                 | 55.2℃  | 毎分110L   | カルシウム・ナトリウム－塩化物温泉          | 490m   |                                                                                                | 「ニューアカオ」自家源泉。                                                                 |
| 熱海360号泉（第３長畑山湯）         | 47.5℃  | 毎分65.0L  | カルシウム－硫酸塩温泉                      | 805m   | 北緯35度06分58秒 東経139度03分45秒 / 北緯35.116249度 東経139.062417度                          | 「ライオンズマンション熱海梅園第2」自家源泉。                                              |
| 熱海364号泉（第２鉢アラク湯）       | 55.8℃  | 毎分71.0L  | カルシウム・ナトリウム－硫酸塩温泉          | 700m   | 伊豆山986 北緯35度06分25秒 東経139度04分23秒 / 北緯35.106993度 東経139.073091度                | 鉢アラク別荘地向け供給源泉。                                                               |
| 熱海365号泉（第３竹林湯）           | ℃      | 毎分L      | カルシウム・ナトリウム－硫酸塩・塩化物温泉  | 800m   | 熱海1739                                                                                       | 「熱海バサニアクラブ」自家源泉。                                                           |
| 熱海366号泉（森の湯）               | 50.8℃  | 毎分59.0L  | カルシウム・ナトリウム－硫酸塩・塩化物温泉  | 1000m  | 熱海1876                                                                                       | 「森の城 美ing」自家源泉。                                                                 |
| 熱海370号泉（森之城湯）             | 47.5℃  | 毎分65.0L  | カルシウム・ナトリウム－塩化物・硫酸塩温泉  | 604m   | 熱海１９９３−７                                                                                | 「ケアリゾート熱海」自家源泉。                                                             |
| 熱海372号泉（ケアリゾート熱海湯）   | 47.5℃  | 毎分65.0L  | カルシウム・ナトリウム－塩化物・硫酸塩温泉  | 604m   | 熱海１９９３−７                                                                                | 「ケアリゾート熱海」自家源泉。                                                             |
| 熱海375号泉（岩下湯）               | 52.9℃  | 毎分38.0L  | カルシウム－硫酸塩温泉                      | 1200m  | 伊豆山1170-12 北緯35度06分47秒 東経139度04分01秒 / 北緯35.112974度 東経139.066985度            | 土沢地区家庭向け供給。                                                                     |
| 熱海377号泉（グランバッハ熱海温泉） | 55.1℃  | 毎分80.0L  | カルシウム－硫酸塩温泉                      | 800m   | 伊豆山１０４８−４                                                                              | 「ホテルグランバッハ」自家源泉。                                                           |
| 熱海378号泉（島の湯）※休止中        | 57.3℃  | 毎分0.0L   | ナトリウム・カルシウム－塩化物・硫酸塩温泉  | 1000m  | 初島650-2                                                                                      | 「島の湯」自家源泉。現在は温泉未利用。                                                     |
| 熱海384号泉（朝日温泉）             | 47.5℃  | 毎分50.0L  | カルシウム・ナトリウム－塩化物温泉          | 235m   | 和田浜南町3-37                                                                                 | マンション「熱海ベネフィス」自家源泉。                                                     |
| 熱海386号泉（第５小嵐湯）           | 64.0℃  | 毎分50.5L  | カルシウム・ナトリウム - 硫酸塩・塩化物温泉 | 550m   | 熱海市桜町1613-10                                                                              | 市営温泉。                                                                                 |
| 熱海389号泉（第２田原湯）           | 74.3℃  | 毎分 L     | ナトリウム・カルシウム－塩化物・硫酸塩温泉  | 310m   |                                                                                                | 微黄色褐色。「熱海駅前温泉」、「家康の足湯」等で使用。                                     |
| 熱海402号泉（錦浦温泉）             | 49.5℃  | 毎分120L   | カルシウム・ナトリウム－塩化物温泉          | 540m   |                                                                                                | 「ニューアカオ・ロイヤルウイング」自家源泉。                                               |
| 熱海406号泉（第６小嵐湯）           | 59.3℃  | 毎分90.0L  | カルシウム・ナトリウム - 硫酸塩・塩化物温泉 | 445m   | 熱海市桜町１０（熱海TENSUIの北東側）                                                           | 市営温泉。                                                                                 |

## 歴史

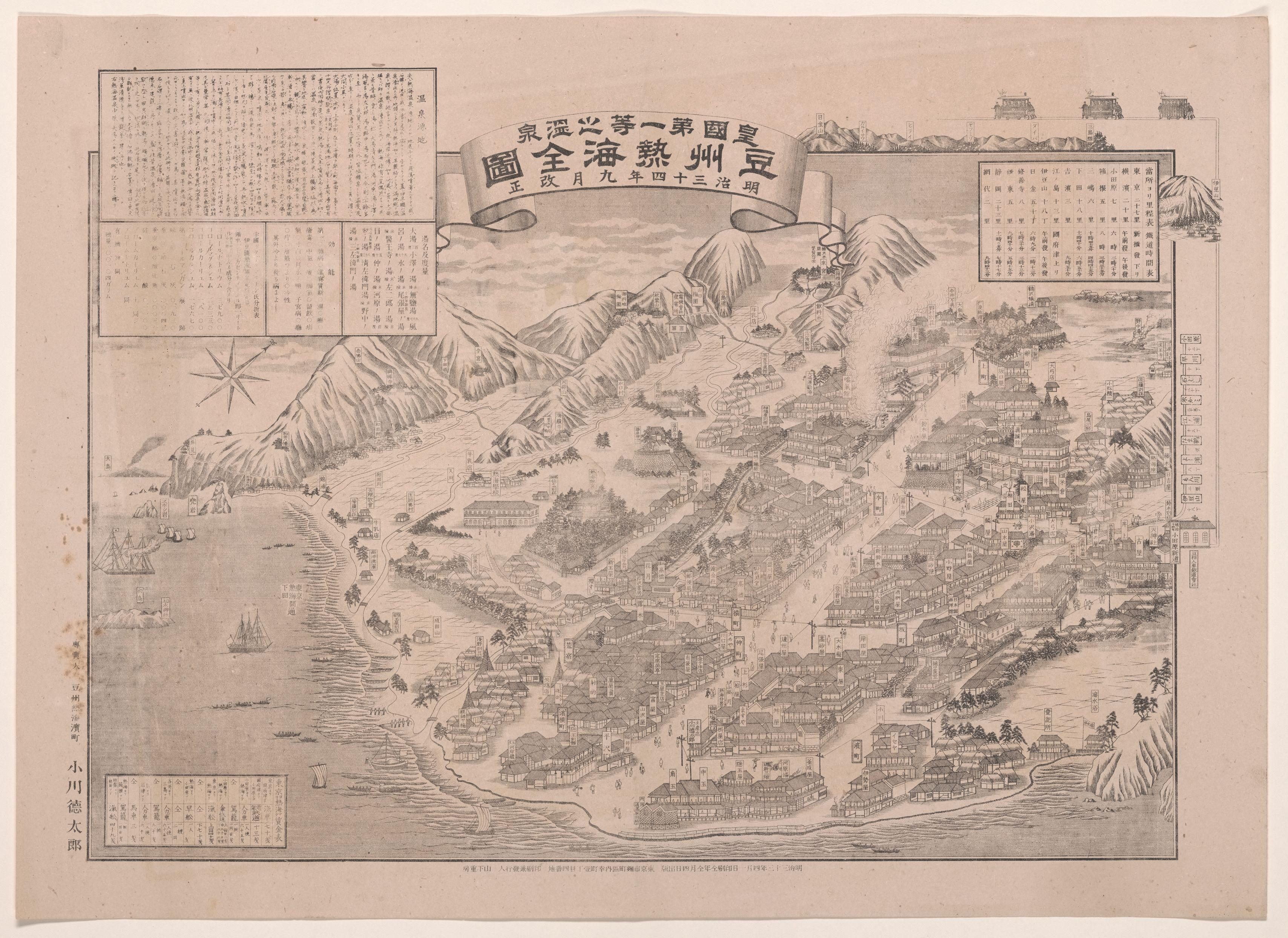
明治時代の熱海温泉全図

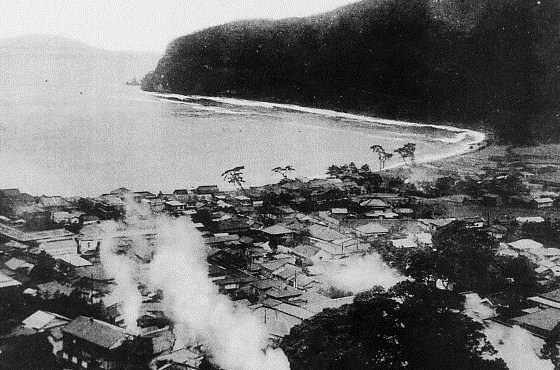
大正時代

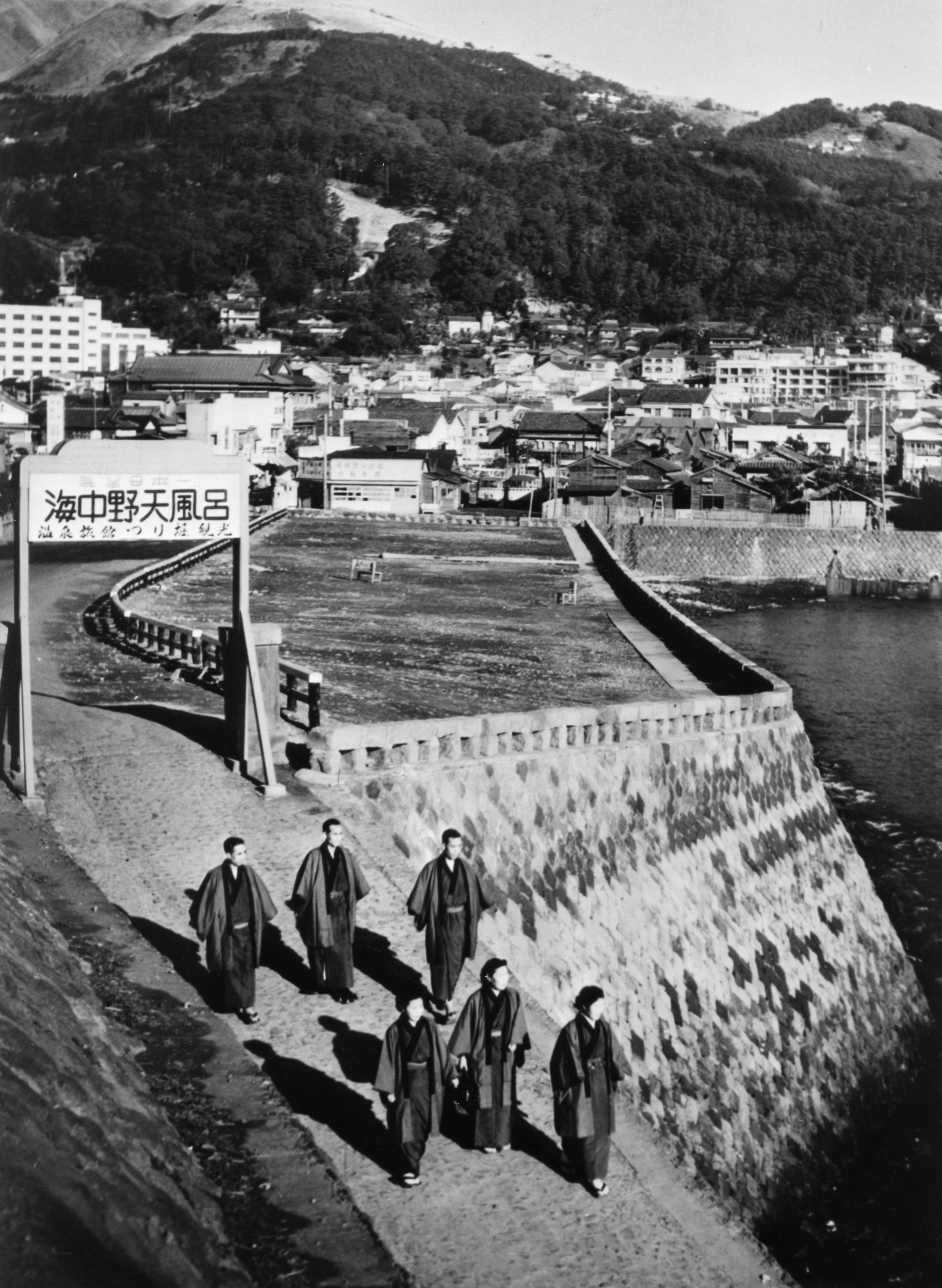
昭和時代

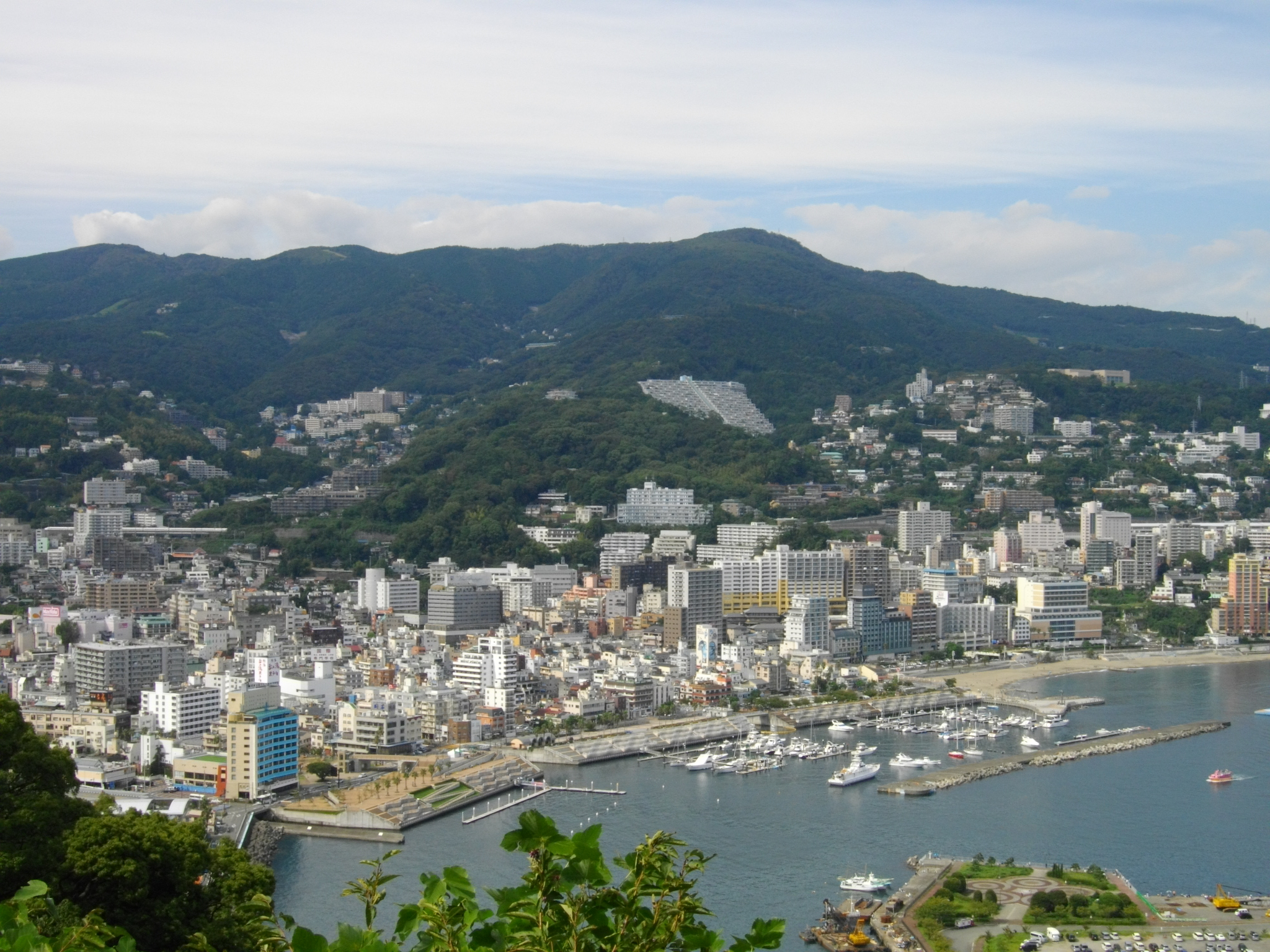
2011年

熱海は歴史的にも古い温泉であり、およそ1500年前の仁賢天皇の時代、海中から熱湯が噴き出し、魚が爛れ死ぬのを近郷の者が発見、以来「熱い海」であることから、熱海と名付けられたとされる。また、天平宝字の頃に箱根権現の万巻上人が、この「熱い海」のために不漁に苦しむ漁民たちを救済すべく、祈願により源泉を海中から現在の山里に移したという伝説も残されている。
南北朝時代の応安7年/文中3年（1374年）の3月4日に鎌倉の義堂周信が熱海温泉を訪れたところ、上巳節（3月3日）の詩会が開かれていて漢詩を作ったことを日記に記している（『空華日用工夫略集』応安7年3月4日条）。これは当時の熱海に文人墨客が多く訪れていたことを示すと共に京都で使われていた京暦と熱海で使われていた三島暦の日付の誤差の逸話としても知られている。
江戸時代初期の慶長9年（1604年）、徳川家康が7日間湯治で逗留した記録がある（『徳川実紀』）。以来、徳川将軍家御用達の名湯として名を馳せ、徳川家光以降に、熱海の湯を江戸城に献上させる「御汲湯」を行わせた。
明治以降は文人墨客が多く訪れ、また多くの作品がこの地を舞台に描かれた。最も代表的な作品は、尾崎紅葉の『金色夜叉』であり、この作品によって熱海の名は全国的に知られることとなった。国道135号沿いに登場人物である貫一・お宮の像がある。他に永井荷風の『冬の日』や林芙美子の『うず潮』などがある。1923年（大正12年）の関東大震災で大きな被害を受けるもその後は翌年の国鉄熱海線の熱海駅延伸もあって急速に復興し、1936年（昭和11年）7月1日には熱海町営温泉（後の市営温泉）が発足。
この頃の熱海は新聞に「エロの街、カフェーの街」と書かれるほど風俗産業が盛んな温泉街であったが、1934年（昭和9年）に丹那トンネルが開通して温泉目当ての観光客が増加するとカフェーが続々と食堂に転向した。
もっとも戦後の混乱期は再び風紀が乱れて占領軍兵士などを相手にしたパンパン街が形成されていた。
その後熱海大火で大きな被害を受けるが、昭和30年代は新婚旅行の代表的な行き先で、白いドレスに白のスーツケースを持った、それと分かるアベックで賑わった。東海道新幹線開業後の昭和40年代は高度経済成長期の影響で団体旅行を誘致するようになり、関東だけでなく中京・関西からの客も増えて宿泊者が年間450万人を突破。バブル時代は東京都区部での土地の高騰・新幹線通勤の広がりに伴い、高額所得者が熱海に温泉付の自宅を構えて東京都内へ新幹線通勤する光景も多く見られた。
しかしバブル崩壊で企業の保養施設や団体旅行が衰退し、円高による海外旅行の一般化もあって関西をはじめとする遠方からの客も減った。それに1990年代前半に発生した伊東沖での群発地震が追い打ちをかけ、観光客が減少。2006年には熱海市が財政危機宣言を出した。
このため地元の有志が活動を開始。熱海駅と旅館・ホテル街を結ぶ位置にある熱海銀座商店街で増えた空き店舗を、東京からのUターン者や地元住民、市が青空市開催と意欲ある店主の誘致、業態転換などで再生させた。
こうして長期低落傾向が2011年を底に反転し、熱海復活として注目されている。首都圏の西隣で新幹線駅がある元々の有利さは健在で、旅館・ホテル業界も花火大会などで、個人・小グループ客にとっての魅力向上に努めたことも奏功した。

### ホテルの歴史
- 1976年（昭和51年）11月30日 ： 熱海臨海ホテルで火災が発生。2人が死傷する事態となった。
- 1990年（平成2年）頃 : バブル崩壊後に団体客が大幅減少。個人客をターゲットにしていなかった大型旅館の休館が相次ぐ。町に寂れた印象を与え、更に客離れが進むという悪循環に陥った。
- 1999年(平成11年)8月30日 : 「熱海富士屋ホテル」「熱海ニュー富士屋ホテル」の2件を運営していたエスエフ商事が、負債99億円で会社更生法の適用を申請。
- 1999年(平成11年)10月1日 : 「暖海荘」が負債126億円で破産申請。
- 2000年(平成12年) : 「起雲閣」の運営元の日本観光株式会社が負債192億円で倒産。
- 2001年(平成13年) : 当時老舗で大型旅館あった「つるやホテル」が廃業。
- 2004年(平成16年) : 「熱海金城館」が負債31億円で破産申請。
- 2006年(平成18年) : 老舗旅館で大型ホテルの「大月ホテル」が負債46億円で会社更生法の適用を申請。この時、大月ホテル、つるやホテル、暖海荘、熱海グランドホテル、ホテル ニュー大和、熱海臨海ホテルの順で閉館した施設、廃墟が立ち並ぶ異様な光景となっていた。
- 2008年(平成20年)5月15日 : 「ウオミサキホテル」 が負債23億5000万円で静岡地裁沼津支部に自己破産を申請した。
- 2010年(平成22年)5月：「岡本ホテル」を運営していた岡本倶楽部が経営破綻。後に関係者が組織的な犯罪の処罰及び犯罪収益の規制等に関する法律（組織犯罪処罰法）違反で処罰[19]。
- 2010年(平成22年)11月19日 : 「大野屋」 が負債21億5000万円で静岡地裁沼津支部に会社更生法適用を申請した。
- 2011年(平成23年)2月25日 : 「志ほみや旅館」の従業員寮が全焼。適切な避難により、負傷者は出なかった。
- 2011年(平成23年)10月15日 : 「南明ホテル」 が負債17億円で静岡地裁沼津支部に自己破産を申請した。
- 2018年(平成30年)7月28日 : 台風12号による高潮で、ホテルニューアカオのレストランの窓ガラス破損。
- 2021年(令和3年)7月3日　: 「熱海ニュー富士屋ホテル」、「ホテルニューアカオ」が熱海市伊豆山土石流災害の被災者に、避難所として受け入れた。

## 歓楽街の代名詞
かつて熱海温泉が日本を代表する歓楽温泉として栄華を誇ったことから、他地方の同様なあるいは有名な温泉街や温泉郷が「○○の熱海」と宣伝したり、そう呼ばれたりしたことがある。
これらの温泉街も熱海温泉と同様に、バブル経済の崩壊、レジャーの多様化などの事情により客離れが進み、現状の温泉街を評して「かつて『○○の熱海』と呼ばれた××温泉は……」との文脈で語られる例も見られるようになった。
その一方で、「山陰の熱海」を名乗る皆生温泉のように、否定的・消極的な意味を伴わず、普通に宣伝文句として用いている例もある。
特殊な例として、磐梯熱海温泉は、開湯時の領主が伊豆出身であることから借名されたものであり、当地とのゆかりのある名称となっている。

## アクセス
- 鉄道 : JR東海道新幹線またはJR東海道本線熱海駅下車すぐ。海岸沿いの中心部へは、伊豆東海バス運行の路線バスで約5分。また、JR伊東線来宮駅も有用。
- 自家用車：西湘バイパス石橋インターチェンジより国道135号経由。

## テレビ番組
- 日経スペシャル ガイアの夜明け よみがえれ！温泉街　～老舗の熱海・地震が襲った能登～（2007年5月29日、テレビ東京）[22]。- 温泉街再生に向けた試行錯誤の取組を取材。